# Saint-Germain-en-Coglès

Saint-Germain-en-Coglès este o comună în departamentul Ille-et-Vilaine, Franța. În 1 ianuarie 2022 avea o populație de 2.091 de locuitori.